# Tâm lý học nhân cách
Tâm lý học nhân cách là một nhánh của tâm lý học nghiên cứu tính cách và sự biến đổi của nó giữa các cá nhân. Đây là một nghiên cứu khoa học nhằm mục đích cho thấy mọi người khác nhau như thế nào do các lực lượng tâm lý. Các lĩnh vực trọng tâm của nó bao gồm:
- xây dựng một bức tranh mạch lạc của cá nhân và các quá trình tâm lý chính của họ
- điều tra sự khác biệt tâm lý cá nhân
- điều tra bản chất con người và sự tương đồng tâm lý giữa các cá nhân

"Tính cách" là một tập hợp các đặc điểm năng động   và  được tổ chức do một người nào đó sở hữu, mà có ảnh hưởng đến môi trường, nhận thức, cảm xúc, động lực và hành vi của họ trong các tình huống khác nhau. Từ personality (tính cách) bắt nguồn từ từ Latin personna, có nghĩa là " mặt nạ ".
Tính cách cũng đề cập đến mô hình suy nghĩ, cảm xúc, điều chỉnh xã hội và hành vi luôn được thể hiện theo thời gian có ảnh hưởng mạnh mẽ đến kỳ vọng, nhận thức, giá trị và thái độ của một người. Tính cách cũng dự đoán phản ứng của con người với người khác, với các vấn đề và với sự căng thẳng. Gordon Allport (1937) mô tả hai cách chính để nghiên cứu tính cách: nomothetic và idiographic. Tâm lý học nomothetic tìm kiếm các quy luật chung có thể được áp dụng cho nhiều người khác nhau, chẳng hạn như nguyên tắc tự thực hiện hoặc đặc điểm của sự lật đổ. Tâm lý học idiographic là một nỗ lực để hiểu các khía cạnh độc đáo của một cá nhân cụ thể.
Nghiên cứu về tính cách có một lịch sử rộng lớn và đa dạng trong tâm lý học với sự phong phú của các truyền thống lý thuyết. Các lý thuyết chính bao gồm quan điểm bố trí (đặc điểm), tâm lý học, nhân văn, sinh học, hành vi, tiến hóa và quan điểm học tập xã hội. Tuy nhiên, nhiều nhà nghiên cứu và nhà tâm lý học không xác định rõ ràng bản thân với một quan điểm nhất định và thay vào đó có một cách tiếp cận chiết trung. Nghiên cứu trong lĩnh vực này được định hướng theo kinh nghiệm - chẳng hạn như mô hình thứ nguyên, dựa trên số liệu thống kê đa biến như phân tích nhân tố - hoặc nhấn mạnh sự phát triển lý thuyết, chẳng hạn như lý thuyết tâm động học. Ngoài ra còn có một sự nhấn mạnh đáng kể trong lĩnh vực ứng dụng kiểm tra tính cách. Trong giáo dục và đào tạo tâm lý, nghiên cứu về bản chất của tính cách và sự phát triển tâm lý của nó thường được xem xét như một điều kiện tiên quyết cho các khóa học về tâm lý học bất thường hoặc tâm lý học lâm sàng.